# François-Joseph Benoist
François-Joseph Benoist (né à Valenciennes le 5 août 1756 et mort à Valenciennes le 19 décembre 1833), de la famille Benoist de Laumont, est un homme politique français.

## Biographie
François-Joseph Benoist est maire de Valenciennes et député du Nord du 22 août 1815 au 5 septembre 1816.
Il est chevalier de l'Ordre royal de la Légion d'honneur. Il est anobli par lettres patentes du 3 août 1816, avec le règlement d'armoiries suivant : d'or, à une tige de lis de jardin au naturel, terrassée de sinople et adextrée d'un lévrier assis de sable, colleté d'argent, la tête contournée ; au chef d'azur, chargé d'un soleil d'or.
Célibataire, il adopte l'un de ses neveux.

## Sources
- « François-Joseph Benoist », dans Adolphe Robert et Gaston Cougny, Dictionnaire des parlementaires français, Edgar Bourloton, 1889-1891 [détail de l’édition]